# ميرسك
ميرسك سيلاند (بالدنماركية: Mærsk)، هي شركة دنماركية للنقل البحري تاسست في كوبنهاغن عام 1904م على يد أرنولد بيتر مولر ووالده بيتر ميرسك مولر. وتعد من أكبر الشركات العاملة في مجال الحاويات والشحن على مستوى العالم وهي واحدة من عدة شركات ضمن مجموعة شركات ايه بي مولار ميرسك التي تحتوي على مجالات عدة منها ما يرتبط بمجال الحاويات أو المجالات المختلفة الأخرى. تمتلك شركة ميرسك سيلاند أكبر ناقلة بحري.

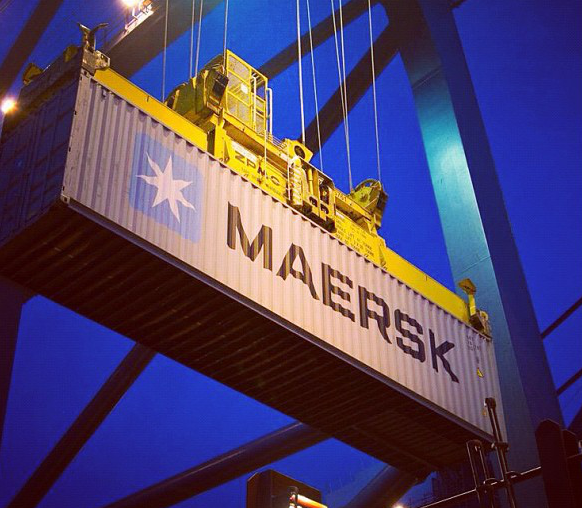
حاوية بطول 40 قدمًا تابعة لشركة Maersk Line يتم رفعها بواسطة رافعة.

تشمل أنشطة شركة ميرسك التجارية تشغيل الموانئ، وإدارة سلسلة التوريد، والتخزين، والشحن الجوي. يقع مقر الشركة في كوبنهاغن، الدنمارك، ولها فروع ومكاتب في 130 دولة، ويعمل بها أكثر من 100,000 موظف حول العالم بحلول عام 2024.

## الانتقادات

### ممارسات العمل في السلفادور والصين
وانتقدت النقابات العمالية ومنظمات حقوق العمال ممارسات العمل التي تتبعها شركة ميرسك في مختلف أنحاء العالم.
في السلفادور، اتُهمت شركة ميرسك بالحفاظ على ظروف عمل مُسيئة لسائقي الموانئ. وتشمل التهم فترات عمل طويلة للغاية، وأجورًا زهيدة، وقمع حرية تكوين الجمعيات من خلال شن حملات لكسر النقابات ، بما في ذلك فصل ما لا يقل عن 100 سائق وإدراجهم على القائمة السوداء عام 2001.
أفادت منظمة "غلوبالايزيشن مونيتور"، وهي منظمة معنية بحقوق العمال ومقرها هونغ كونغ، بظروف عمل سيئة في منشآت ميرسك في دونغقوان وتشينغداو بالصين. وفي يناير ومايو 2008، اندلعت أعمال شغب بين عمال مصنع ميرسك في دونغقوان احتجاجًا على ظروف العمل وشروط التوظيف السيئة. وفي أبريل 2011، ذكرت المنظمة أن "مصانع ميرسك في الصين لا تزال بعيدة كل البعد عن الرضا فيما يتعلق بحقوق العمال وحقوق الإنسان".

### اتهامات مبالغ فيها للحكومة الأميركية في العراق أفغانستان
ردًا على شكوى من المُبلّغ عن المخالفات جيري هـ. براون الثاني، رفعت الحكومة الأمريكية دعوى قضائية ضد شركة ميرسك بتهمة فرض رسوم زائدة على شحنات للقوات الأمريكية التي تقاتل في العراق وأفغانستان. وفي تسوية أُعلن عنها في 3 يناير/كانون الثاني 2012، وافقت الشركة على دفع غرامات وفوائد قدرها 31.9 مليون دولار، لكنها لم تُقرّ بأي مخالفة. وكان براون مستحقًا لـ 3.6 مليون دولار من التسوية.

### انتهاك الحظر على السودان
في أغسطس/آب 2010، فرضت الحكومة الأمريكية غرامة على شركة ميرسك قدرها 3.1 مليون دولار لانتهاكها حظرها على السودان. وصرح متحدث باسم الحكومة الأمريكية: "كانت ميرسك حاصلة على إعفاء من الحكومة الأمريكية لتوصيل مساعدات غذائية أمريكية إلى السودان، لذا كانت السفينة التي ترفع العلم الأمريكي في ميناء بورتسودان لتوصيل مساعدات إنسانية". إلا أن "أنظمة الحجز لم تحدد البضائع القادمة والنزولة من السفينة، مما قد يُشكل انتهاكًا للحظر". وكانت الحكومة الأمريكية قد فرضت حظرًا تجاريًا على السودان عام 1997 بسبب انتهاكات حقوق الإنسان المرتبطة بالحرب الأهلية بين شمال وجنوب البلاد، وكذلك بسبب دعم النظام المزعوم للجماعات الإرهابية الدولية.

### الأعمال التجارية مع إيران
في يوليو 2010، سلطت مجموعة المناصرة الضوء في البداية على علاقات ميرسك بشركة إيرانية مدرجة في القائمة السوداء، وهي شركة تايدووتر الشرق الأوسط. علقت الشركة عملياتها في العديد من الموانئ الإيرانية المملوكة لشركة تايدووتر الشرق الأوسط. تعمل ميرسك في موانئ بنغلاديشية أخرى كما حولت الشحنات إلى دبي، بالشراكة مع شركات بنغلاديشية أخرى غير ملزمة بالعقوبات الأمريكية.
في 28 أبريل 2015، كانت سفينة الحاويات ميرسك تيجريس التي ترفع علم جزر مارشال، والتي لم تكن مملوكة لشركة ميرسك، تبحر غربًا عبر مضيق هرمز . اتصلت زوارق دورية بحرية تابعة للحرس الثوري الإيراني بالسفينة وأمرتها بالمضي قدمًا في المياه الإقليمية الإيرانية، وفقًا لمتحدث باسم وزارة الدفاع الأمريكية. عندما رفض ربان السفينة، أطلقت إحدى السفن الإيرانية أعيرة نارية عبر جسر ميرسك تيجريس . امتثل الربان ودخل المياه الإيرانية بالقرب من جزيرة لارك . أرسلت البحرية الأمريكية طائرات ومدمرة، يو إس إس فاراجوت لمراقبة الوضع.
أعلنت شركة ميرسك أنها وافقت على دفع مبلغ 163 ألف دولار لشركة إيرانية بسبب نزاع حول عشرة صناديق حاويات تم نقلها إلى دبي في عام 2005. ويقال إن حكم المحكمة أمر بغرامة قدرها 3.6 مليون دولار.

### انتهاكات اللوائح والاحتيال في العقود
في أكتوبر 2010، أقرت شركة ميرسك بالذنب في 8 تهم تتعلق بالفشل في توفير ساعات كافية من الراحة وتهمة واحدة تتعلق بالفشل في تحسين الوضع.
في فبراير 2014، دفعت شركة ميرسك 8.7 مليون يورو لتسوية مزاعم بتزويرها وثائق في عقد لشحن بضائع إلى أفغانستان. وتقول الحكومة إنها كشفت عن 277 حالة "احتوت فيها مطالبات التحقق من استلام الشحنات في أفغانستان على توقيعات مزورة". ولم تتضمن التسوية أي اعتراف بالذنب.

### تعليق العمل والدعاوى القضائية المتعلقة بالتحرش الجنسي
في مايو 2021، تم تعليق رخصة ضابط في شركة ميرسك بعد اتهامه بالاعتداء الجنسي، بما في ذلك اللمس المسيء وغير المرغوب فيه وغير اللائق، في انتهاك لسياسة ميرسك لمكافحة التحرش. في 12 أكتوبر 2021، أوقفت ميرسك خمسة موظفين عن العمل لتورطهم في اغتصاب فتاة تبلغ من العمر 19 عامًا.
في يونيو 2022، رفعت هوب هيكس، المعروفة سابقًا باسم "Midshipman X"، دعوى قضائية ضد شركة ميرسك، زاعمة أن الشركة فشلت في حمايتها من الاعتداء الجنسي المتفشي. في الشهر نفسه، رفعت طالبة ثانية في أكاديمية البحرية التجارية الأمريكية (USMMA) تحت الاسم المستعار "Midshipman Y" دعوى قضائية ضد شركة ميرسك، زاعمة أيضًا أن الشركة لم تحميها من الاعتداء الجنسي والعنف.

### التلوث الناجم عن الوقود
في عام 2009، قُدِّر أن استخدام أسطول ميرسك لوقود السفن أدى إلى إطلاق ثاني أكسيد الكبريت وأكاسيد النيتروجين في الغلاف الجوي، وهو ما يعادل الانبعاثات الصادرة عن 9 مليارات سيارة، مع ما يترتب على ذلك من آثار خطيرة على الصحة والبيئة وتغير المناخ.
من بين المشاكل الصحية المرتبطة بأكاسيد النيتروجين ، على وجه الخصوص، أن مجموعة متنوعة عرقيًا من 161808 امرأة بعد انقطاع الطمث، شاركت في دراسة نُشرت عام 2023، وجدت أن أكاسيد النيتروجين تساهم بشكل رئيسي في تدهور العظام لدى النساء بعد انقطاع الطمث، حيث تعاني واحدة من كل امرأتين فوق سن الخمسين من كسر في العظام، والعمود الفقري القطني هو أحد أكثر المواقع عرضة للتلف منه، وقد وجد أنه مدمر مرتين أكثر من الشيخوخة الطبيعية ، ويُعتقد أن التأثيرات تحدث من خلال موت خلايا العظام بسبب الإجهاد التأكسدي وآليات أخرى.
على سبيل المثال، انخفضت كثافة المعادن في عظام العمود الفقري القطني بمقدار 0.026 جم/سم 2 /سنة لكل زيادة بنسبة 10% في متوسط تركيز ثاني أكسيد النيتروجين على مدى ثلاث سنوات، أو ما يعادل 1.22% من الانخفاضات السنوية، وهو ما يقرب من ضعف التأثيرات السنوية للعمر على أي من المواقع التشريحية التي تم تقييمها.
تكمن المشكلة الصحية المرتبطة بوقود السفن (زيت الوقود الثقيل)، وهو نوع من النفط استُخدم في 80% من سفن التجارة العالمية عام 2008، باستهلاك إجمالي بلغ 290 مليون طن سنويًا، في احتوائه على نسبة عالية جدًا من الكبريت، يليه ثاني أكسيد الكبريت، الذي يتصاعد دخانه مباشرةً من المدخنة، وينتشر بعد ذلك وقد يُسبب المرض أو حتى الوفاة،" كما يقول يورغن براندت، الباحث الأول في قسم البيئة الجوية بجامعة آرهوس. تُدرك شركة ميرسك حجم المشكلة. صرّح إيفان سيستروب، نائب رئيس مجموعة AP Møller Mærsk، عام 2009: "من بين أمور أخرى، دخلنا في تعاون وثيق مع شركة بوينغ لتطوير الوقود الحيوي لصناعة الشحن، والذي سيُشكل نقلة نوعية تكنولوجية. " قد يكون أحد الحلول هو الإبحار باستخدام الوقود الحيوي النظيف في المناطق الساحلية ، ثم استخدام وقود السفن في البحر المفتوح، حيث لا يسبب أي ضرر."
أكثر أنواع الوقود الحيوي شيوعًا هما الإيثانول الحيوي والديزل الحيوي. ومع ذلك، وجد علماء وباحثون في مؤسسة فيستلاندزفورسكنينج النرويجية أن الديزل الحيوي قد يزيد من خطر الإصابة بالسرطان، الناتج عن جزيئين يُطلق عليهما الهيدروكربون العطري متعدد الحلقات (PAH)، والمُشتق من الديزل الأحفوري، وإسترات ميثيل الأحماض الدهنية (FAME)، والمُشتقة من الديزل الحيوي، كما يُظهران أيضًا سمية بيئية لتلوث الهواء في المناطق الحضرية والريفية.

### انتهاك اتفاقية منظمة النقل البحري الدولية لحماية الأرواح في البحر والتمويه
في أغسطس 2024، أُبلغت حكومة جنوب أفريقيا بوجود سفينتين مستأجرتين لشركة ميرسك (كامبتون وكاندور) تحملان ما يقارب 816 طنًا متريًا على متنهما في 100 حاوية صغيرة من غبار أفران الفولاذ السام، جُمعت من مرشحات مكافحة التلوث. جُمعت الحاويات من ألبانيا لتسليمها إلى تايلاند، مارةً بجنوب أفريقيا في طريقها. وقد استلمت ميرسك (نيابةً عن شركة MSC) الحاويات المعنية، والتي يُحتمل أن تحتوي على حمولات نفايات خطرة/مُصرَّح عنها بشكل خاطئ، في ترييستي، وكان من المقرر تفريغها في سنغافورة.
نبهت شبكة عمل بازل (BAN) حكومة جنوب إفريقيا إلى حقيقة أن منارة نظام تحديد المواقع العالمي (GPS) الخاص بنظام التعريف التلقائي (AIS) لسفينة ميرسك كامبتون قد تم إيقاف تشغيلها في 31 يوليو 2024 في انتهاك لاتفاقية منظمة النقل البحري SOLAS وفشلها في الرسوّ المقرر في كيب تاون. يمكن استخدام هذه الممارسة، المعروفة باسم التمويه، لأغراض غير مشروعة، مثل إخفاء موقع السفينة في الحالات التي يحدث فيها إلقاء غير قانوني للنفايات. ومع ذلك، يُستخدم التمويه أيضًا لأسباب مشروعة مثل المخاوف الأمنية، مثل حماية السفن العابرة بالقرب من البحر الأحمر من استهداف الجماعات الإرهابية. يتم حاليًا إعادة الحاويات من سنغافورة إلى ألبانيا بواسطة MSC على متن سفينتهم ماريا سافيريا.

### الأعمال التجارية مع إسرائيل
في نوفمبر 2024، مُنعت سفينة الحاويات "دنفر" التابعة لشركة ميرسك من دخول ميناء الجزيرة الخضراء الإسباني، بسبب مزاعم مفادها أن السفينة كانت تحمل إمدادات أسلحة إلى إسرائيل.
في 24 فبراير 2025، كان مقر شركة ميرسك في كوبنهاغن هدفًا لاحتجاج جماعي شنه ناشطون احتجاجًا على نقل معدات عسكرية تابعة للحكومة الأمريكية تتعلق بحرب غزة . فرقت الشرطة المتظاهرين بالهراوات والغاز المسيل للدموع بعد رفضهم المغادرة بعد طلبات متكررة، مما أدى إلى اعتقال 22 شخصًا. كانت غريتا ثونبرغ من بين المعتقلين.
في 22 أبريل 2025، أكدت شركة ميرسك أنها تشحن في حاويات عبر سفنها قطع مقاتلات "إف-35" إلى إسرائيل، وزعمت الشركة أن قطع "إف-35" المنقولة عبر سفنها تتوجه إلى أطراف أخرى في إسرائيل وليس إلى وزارة الدفاع الإسرائيلية.

## وصلات خارجية
- الموقع الرسمي